# Боррекенс (замок)
Боррекенс (нидерл. Kasteel Borrekens, фр. Château de Borrekens), также можно встретить название Ворселар – средневековый замок в муниципалитете Ворселаар, в провинции Антверпен, в регионе Фландрия, Бельгия. По своему типу относиться к замкам на воде.

## История

### Ранний период
Первое письменное упоминание о замке в этом месте относится к 1270 году. Каменное укрепление на искусственном острове посреди пруда возвели представители знатного рода Роцелаар: рыцари Арнольф ван Роцелаар или Жерар ван Роцелаар, вассалы герцога Брабант. Это средневековое сооружение построено из песчаника, добываемого в Гримбергене. Изначальный план прямоугольной крепости, в основном сохранялся на протяжении последующих столетий при всех реконструкциях почти без изменений.
Перед основным замком был создан просторный форбург, также обнесённый глубоким рвом, заполненным водой. Попасть внутрь можно было только по подъёмному мосту, который в более поздние времена заменили на постоянную переправу.

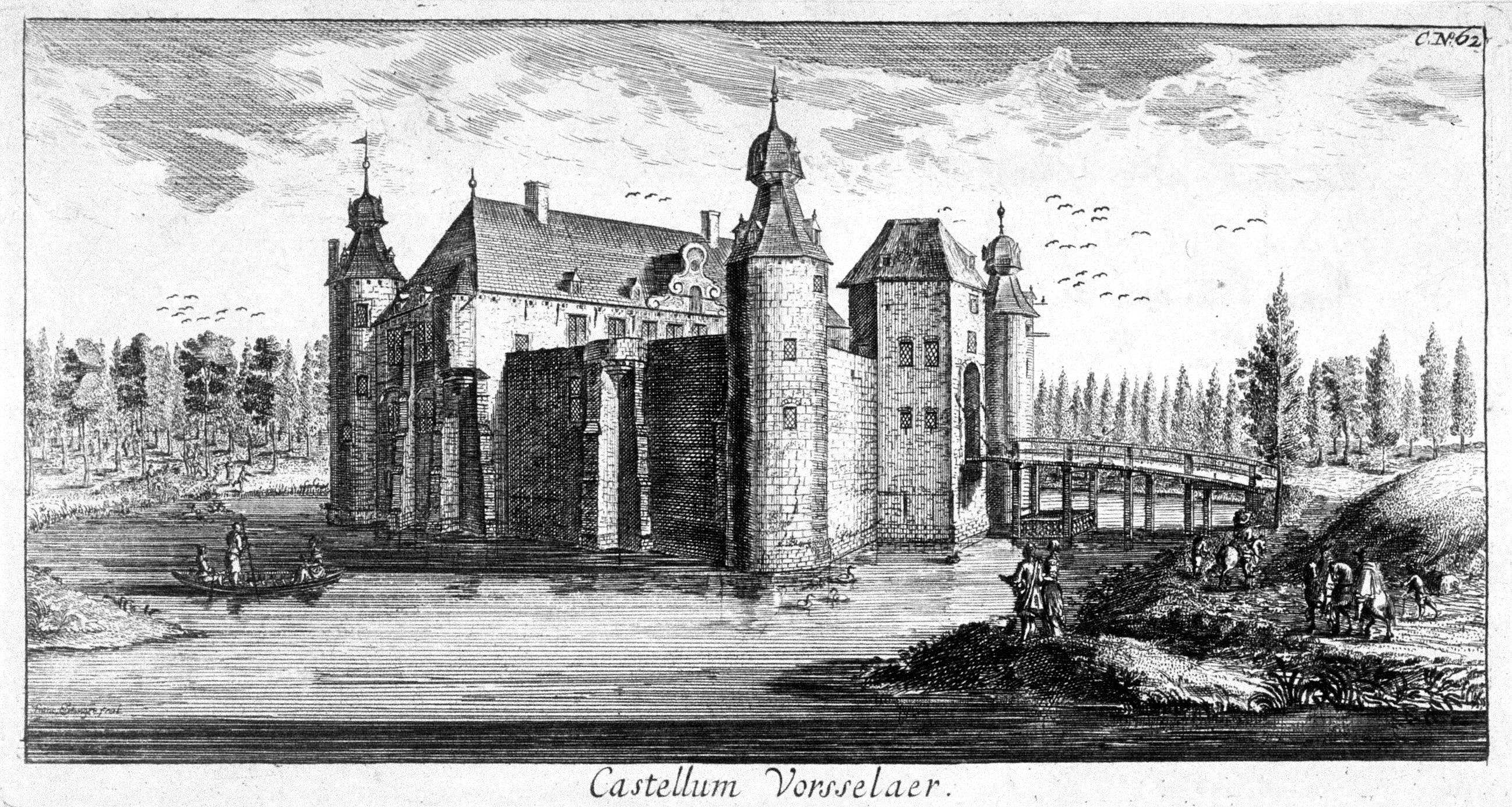
Замок на гравюре 1678 года

### XVII-XIX века
В 1678 году началась масштабная перестройка крепости. Она осуществлялась по приказу семьи Аренбергов, которому Габсбурги даровали титул герцогов. В свою очередь, они стали собственниками комплекса, выкупив его у Дома Линь через семью ван Бергенов. В ходе работ всю территорию окружили каменными стенами. В качестве строительного материала вновь использовали песчаник из Гримбергена. Узнаваемый белый цвет блоков придал внешнему облику замка характерную узнаваемость.
В XVIII веке замок приобрела семья де Пре. В 1755 году после смерти Филиппа Луи де Пре замок унаследовала его дочь Мария Анна де Пре. Ещё в 1734-м она вышла замуж за Карла Филиппа ван де Верв, таким образом комплекс перешёл во владение рода де Верв. 
В последний раз значительные работы по реконструкции Боррекенса проводились в середине XIX века. Инициатором стал Филипп ван де Верв, который в ту пору был мэром Ворселаара. После этого дворцово-замковый комплекс обрёл свой нынешний неоготический вид.

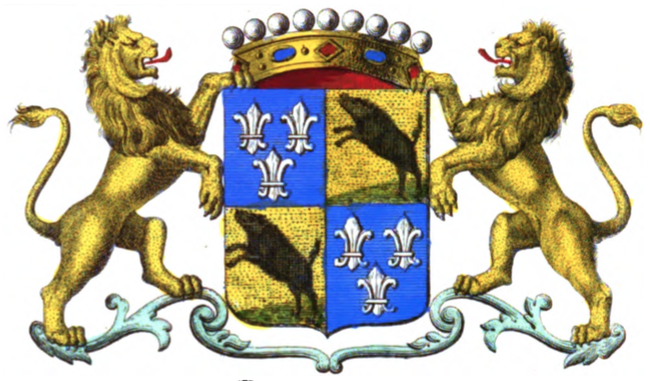
родовой герб семьи Боррекенс (дворянский род)

### XX-XXI века
В 1911 году замок перешел в руки барона Эдуарда Адриена де Боррекенса, представителя знатной семьи Де Боррекенс. Причём собственником барон оказался в результате брака с Мари-Элали ван де Верв, последней представительницей своего рода.
Новый владелец также вложил значительные средства в реконструкцию комплекса, но уже не в здания, а в окружающие их сады и парк. Проект подготовил известный ландшафтный дизайнер Джон Джухэм.
Боррекенс благополучно пережил и Первую и Вторую мировые войны. Никаких серьёзных повреждений комплекс не получил. Он оставался жилой резиденцией вплоть до конца XX века.
Последним жителем замка был барон Раймон де Боррекенс. Он скончался в 1998 году. Впоследствии его наследники передали замок в долгосрочную аренду одной семейной компании.

## Описание
Основная часть строений имеет прямоугольную форму. В ходе реконструкций значительная часть прежних каменных стен была снесена, чтобы придать сооружению открытость.
Главное трёхэтажное здание с высокой крышей обращено центральным фасадом к востоку. К нему по углам примыкают четыре высокие круглые башни. Ещё две прямоугольные башни пристроены в центральной части восточного и западного фасадов. Правда, после всех перестроек они выглядят как декоративные, а не оборонительные сооружения. 
Некогда с востока пространство перед замком окружала высокая стена. По углам к ней были пристроены ещё две высокие башни. Центральные ворота, имевшиеся между ними, располагались в отдельной мощной прямоугольной башне. Однако в XIX веке эту часть укреплений демонтировали. Теперь на их месте находится цветник.
Далее к востоку расположен обширный прямоугольный форбург. В средние века здесь находились конюшни, склады, кузница и различные хозяйственные постройки. Форбург был отделён от цитадели рвом, который ещё в XVIII веке засыпали. Всё пространство внутри превратили в живописный сад. От прежних построек форбурга осталось только здание П-образной формы в восточной части искусственного острова.
Замок окружён просторным парком. Его большая часть представляет собой густой лес, с проложенными через него дорожками. К юго-востоку от замка сохранилась родовая часовня. Также в парке можно обнаружить несколько старинных зданий, которые раньше служили для нужд замковой фермы.

## Галерея

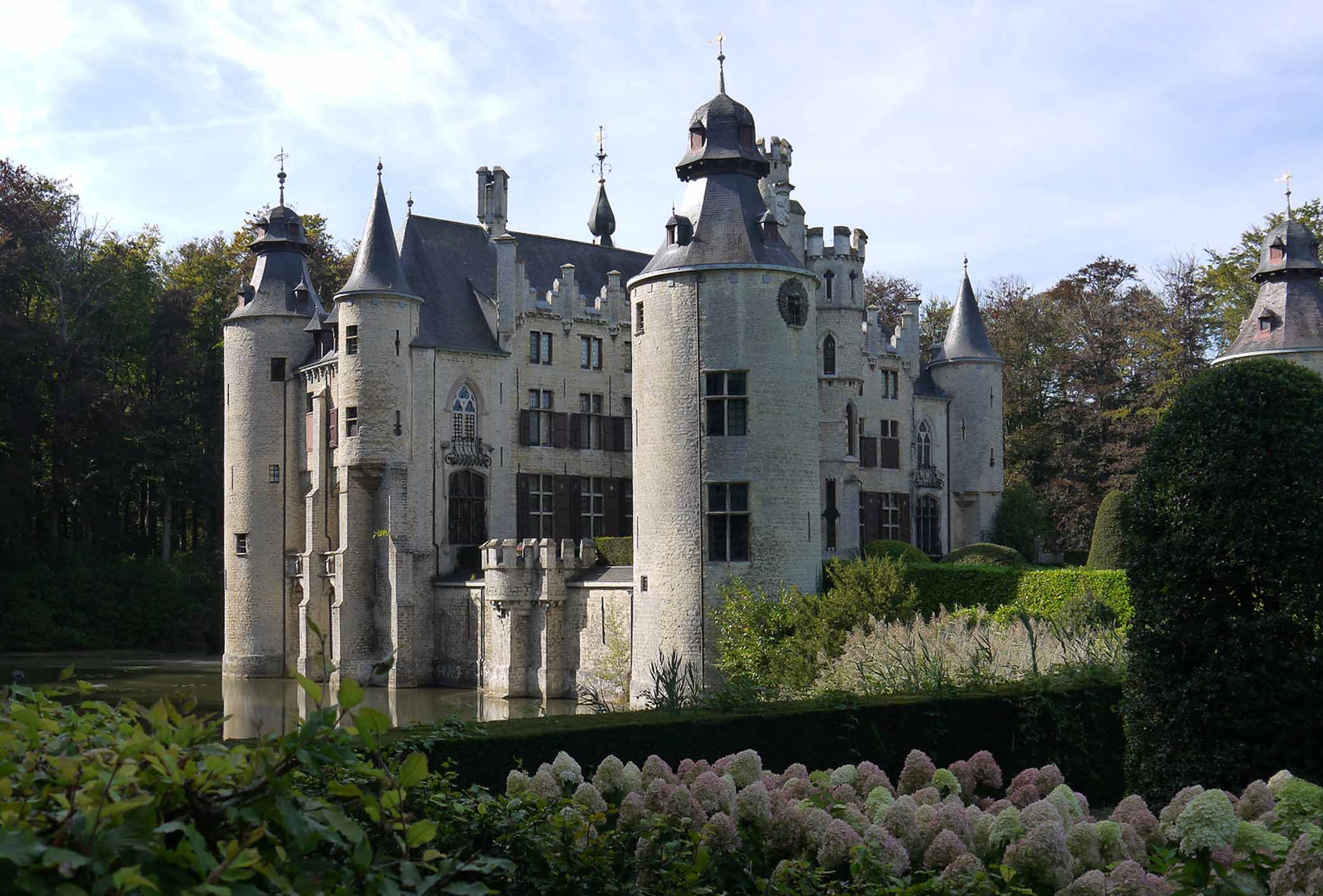
Общий вид замка с юго-востока
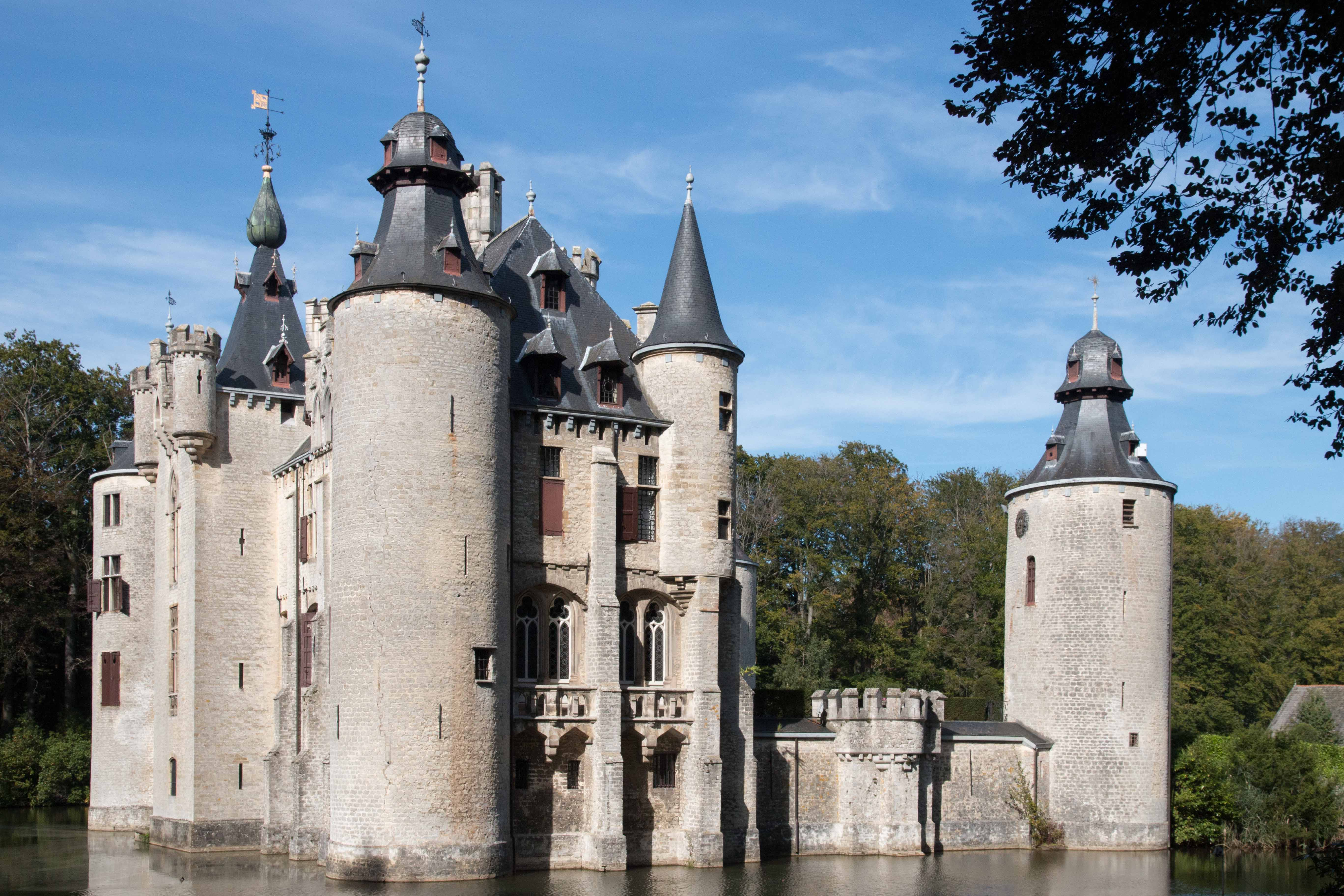
Вид замка с южной стороны
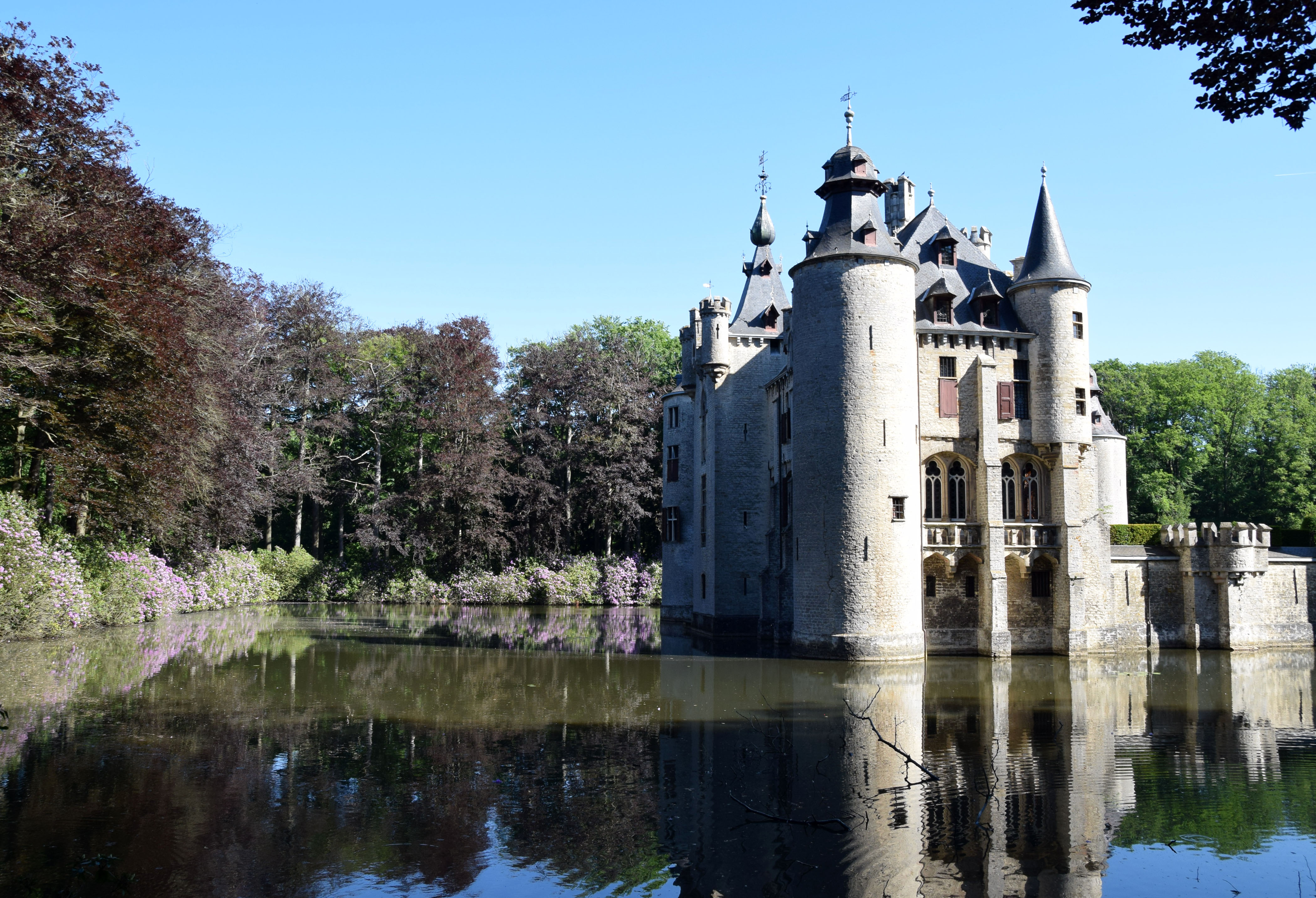
Вид с юго-западной стороны